# 4e Régiment d'appui du génie
Le 4e Régiment d'appui du génie ou 4e RAG, plus connu sous son abréviation anglophone 4 ESR pour 4 Engineer Support Regiment, est un régiment de génie militaire des Forces armées canadiennes dont les membres sont communément appelés sapeurs. Il est stationné à la base des Forces canadiennes (BFC) Gagetown à Oromocto au Nouveau-Brunswick. Sa tâche est de fournir du support de génie à l'ensemble des Forces armées canadiennes, mais en particulier à la 5e Division du Canada. Le régiment intègre des membres de la Force terrestre, mais aussi de la Force aérienne surtout dans les métiers de construction. En effet, le régiment a une troupe de construction en plus de plusieurs autres capacités comme l'équipement lourd, le déminage, la neutralisation d'engins explosifs de circonstance, la démolition, le pontage, l'aménagement de routes, la purification de l'eau et la plongée. En plus de son soutien opérationnel, le 4e RAG fournit aussi du support en garnison comme l'aménagement de routes et de champs de tir dans les secteurs d'entraînement et la construction de commodités sur la base.

## Structure
Le 4e Régiment d'appui du génie fait partie de la 1re Division du Canada de l'Armée canadienne. Le régiment est composé de quatre escadrons : le 41e Escadron d'appui, le 42e Escadron de campagne, le 43e Escadron de lutte aux dangers explosifs et le 48e Escadron d'administration.

## Histoire

### Origines
Le 4e Régiment d'appui du Génie fut officiellement formé quand le 4e Régiment du génie de combat, ou 4 Combat Engineer Regiment, est revenu de la BFC Lahr en Allemagne lorsque le 4e Groupe-brigade mécanisé du Canada fut démantelé. Le 4e Régiment du génie de combat intégra le 22e Escadron de Génie de campagne, ou 22 Field Engineer Squadron, qui était déjà basé à la BFC Gagetown.

### Histoire récente
En juin 1997, le 4e RAG a été déployé à Winnipeg au Manitoba en support à la réponse à la suite des inondations dans le cadre de l'opération Assistance. En janvier 1998, il a été déployé à Saint-Jean-sur-Richelieu au Québec en réponse à la tempête du verglas dans le cadre de l'opération Recuperation. Plus tard la même année, des plongeurs du 4e RAG assistèrent aux opérations de recherche et sauvetage à la suite de l'écrasement d'un avion de la Swissair près des côtes de la Nouvelle-Écosse.
En janvier 1999, le 42e Escadron a été déployé avec le groupement tactique formé autour du 2e Bataillon du The Royal Canadian Regiment au sein de la Force de stabilisation sous l'égide de l'OTAN en Bosnie-Herzégovine. En avril de la même année, le 4e RAG a été responsable d'établir et de gérer un camp pour les réfugiés kosovars établie sur la BFC Gagetown dans le cadre de l'opération Parasol. Le camp a accueilli un total de 1 100 réfugiés pour une durée de quatre mois.
En décembre 2000, le régiment a été déployé en Afrique sous l'égide de l'ONU pour établir deux camps de 250 personnes en Éthiopie et en Érythrée.
En octobre 2010, le régiment a été déployé sur l'île de Terre-Neuve à Terre-Neuve-et-Labrador pour appuyer les autorités civiles à la suite des dommages causés par l'ouragan Igor dans le cadre de l'opération Lama. Le 4e RAG avec le 56 Engineer Squadron de la Première réserve de Saint-Jean ont construit deux ponts pour relier des communautés isolées.

## Annexe